# Persone di nome Giulio/Politici
| Questa pagina contiene informazioni ricavate automaticamente dalle voci biografiche con l'ausilio del template Bio e di un bot. L'aggiornamento è periodico e automatico e ricostruisce completamente la pagina. Se manca una persona in questa lista, sei pregato di non aggiungerla, ma accertati piuttosto che la sua voce biografica contenga il template Bio e che i dati anagrafici siano correttamente compilati. Se il template Bio manca, inseriscilo tu stesso o, in alternativa, metti l'avviso {{tmp\|Bio}} che ne segnala la mancanza. Se i dati riportati sono sbagliati, correggi direttamente la voce biografica; le modifiche saranno visibili in questa lista entro pochi giorni. Per chiarimenti vedi il progetto antroponimi. La lista contiene solo le 67 persone che sono citate nell'enciclopedia e per le quali è stato implementato correttamente il template Bio. Pagina aggiornata al 22 lug 2025. |

Questa è una lista di persone presenti nell'enciclopedia che hanno il nome Giulio e sono politici.

## A(4)
- Giulio Agostini, politico italiano (Perugia, n. 1892 - Perugia, † 1978)
- Giulio Andreotti, politico, scrittore e giornalista italiano (Roma, n. 1919 - Roma, † 2013)
- Giulio Arrighini, politico italiano (Brescia, n. 1962)
- Giulio Asclepiodoto, politico, senatore e generale romano

## B(9)
- Giulio Battistini, politico italiano (Pisa, n. 1912 - Pisa, † 2004)
- Giulio Bellini, politico italiano (Galeata, n. 1926 - † 1988)
- Giulio Bellinzaghi, politico italiano (Milano, n. 1818 - Cernobbio, † 1892)
- Giulio Bergmann, politico italiano (Milano, n. 1881 - † 1956)
- Giulio Beverini, politico e filantropo italiano (La Spezia, n. 1871 - La Spezia, † 1903)
- Giulio Bianchi, politico italiano (Milano, n. 1840 - Roma, † 1898)
- Giulio Bonfiglio, politico e militare italiano (Agrigento, n. 1896 - Agrigento, † 1958)
- Giulio Bordon, politico italiano (Nus, n. 1888 - † 1965)
- Giulio Bossi, politico italiano (Como, n. 1793 - Milano, † 1880)

## C(14)
- Giulio Calvisi, politico italiano (Olbia, n. 1966)
- Giulio Camber, politico italiano (Trieste, n. 1953)
- Giulio Camuzzoni, politico e avvocato italiano (Verona, n. 1816 - Verona, † 1897)
- Giulio Caradonna, politico italiano (Roma, n. 1927 - Roma, † 2009)
- Giulio Carcano, politico, scrittore e giornalista italiano (Milano, n. 1812 - Lesa, † 1884)
- Giulio Casalini, politico italiano (Vigevano, n. 1876 - Torino, † 1956)
- Giulio Centemero, politico italiano (Milano, n. 1979)
- Giulio Cibo, politico (Roma, n. 1525 - Milano, † 1548)
- Giulio Coli, politico italiano (Pesaro, n. 1899 - † 1975)
- Giulio Colomba, politico italiano (Bordano, n. 1947)
- Giulio Conti, politico italiano (Monte San Pietrangeli, n. 1939)
- Giulio Corbo, politico e economista italiano (Avigliano, n. 1776 - Potenza, † 1856)
- Giulio Costanzo, politico e nobile romano († 337)
- Giulio Cozzari, politico italiano (Deruta, n. 1940 - Perugia, † 2015)

## D(3)
- Giulio De Iuliis, politico italiano (Velletri, n. 1924 - Roma, † 1975)
- Giulio Di Donato, politico italiano (Calvizzano, n. 1947)
- Giulio Dolchi, politico e partigiano italiano (Aosta, n. 1921 - Aosta, † 2003)

## E(2)
- Giulio Ercolessi, politico e scrittore italiano (Trieste, n. 1953)
- Giulio Eubulida, politico romano

## F(4)
- Giulio Fantuzzi, politico italiano (Reggio Emilia, n. 1950)
- Giulio Ferrarini, politico italiano (Fidenza, n. 1942 - Fidenza, † 2014)
- Giulio Fiou, politico italiano (Aosta, n. 1938 - Aosta, † 2024)
- Giulio Frisari, politico italiano (Bisceglie, n. 1827 - Bisceglie, † 1906)

## G(3)
- Giulio Cesare Gallenzi, politico italiano (Ariccia, n. 1931 - Ariccia, † 2020)
- Giulio Agrio Tarrutenio Marciano, politico romano
- Giulio Guidoni, politico italiano (Massa, n. 1894 - Massa, † 1992)

## I(1)
- Giulio Festo Imezio, politico romano († 376)

## L(1)
- Giulio Lazzarini, politico italiano (Lucca, n. 1927 - Lucca, † 2020)

## M(6)
- Giulio Maceratini, politico italiano (Roma, n. 1938 - Roma, † 2020)
- Giulio Maier, politico italiano (Paluzza, n. 1913 - † 1970)
- Giulio Marazzina, politico e sindacalista italiano (Massalengo, n. 1893 - † 1961)
- Giulio Marini, politico italiano (Viterbo, n. 1957)
- Giulio Masini, politico e medico italiano (Certaldo, n. 1853 - Genova, † 1937)
- Giulio Mastrilli, politico italiano (Marigliano, n. 1773 - Napoli, † 1826)

## O(1)
- Giulio Orlando, politico italiano (Martina Franca, n. 1926 - Fermo, † 2017)

## P(1)
- Giulio Patrizio, politico bizantino

## Q(1)
- Giulio Quercini, politico italiano (Siena, n. 1941 - Firenze, † 2023)

## R(3)
- Giulio Rasponi, politico e banchiere italiano (Ravenna, n. 1787 - Firenze, † 1876)
- Giulio Rodinò, politico italiano (Napoli, n. 1875 - Napoli, † 1946)
- Giulio Rucellai, politico italiano (Firenze, n. 1702 - Firenze, † 1778)

## S(8)
- Giulio Santarelli, politico italiano (Marino, n. 1935)
- Giulio Schmidt, politico italiano (Trento, n. 1944 - Cernusco sul Naviglio, † 2016)
- Giulio Seniga, politico e partigiano italiano (Volongo, n. 1915 - Milano, † 1999)
- Giulio Silenzi, politico italiano (Fermo, n. 1951)
- Giulio Silvestri, politico italiano (Terni, n. 1858 - Terni, † 1936)
- Giulio Cesare Sottanelli, politico italiano (Arbon, n. 1970)
- Giulio Spallone, politico italiano (Lecce nei Marsi, n. 1919 - Roma, † 2014)
- Giulio Staffieri, politico italiano (Roma, n. 1934)

## T(4)
- Giulio Tedeschi, politico italiano (Isernia, n. 1916 - † 1980)
- Giulio Sascia Tignino, politico italiano (Catania, n. 1933 - Ginevra, † 2012)
- Giulio Tremonti, politico e giurista italiano (Sondrio, n. 1947)
- Giulio Turchi, politico italiano (Impruneta, n. 1902 - † 1974)

## V(2)
- Giulio Cesare Vachero, politico e avventuriero italiano (Sospello, n. 1586 - Genova, † 1628)
- Cesare Villavecchia, politico italiano (n. 1803 - Genova, † 1865)